# 迪基·夏佩尔
乔吉特·路易丝·迈耶（英語：Georgette Louise Meyer，1918年3月14日—1965年11月4日），又名迪基·夏佩尔（Dickey Chapelle），是一位美国攝影記者 ，因其从第二次世界大战到越南战争期间担任戰地記者而闻名。

## 早年生活
夏佩尔出生于威斯康星州的密尔沃基，就读于肖尔伍德高中。16岁时，她开始在麻省理工学院学习航空工程课程。她很快就回到了家，在当地的一个机场工作，希望学习驾驶飞机，而不是设计飞机。然而，当她的母亲得知她与其中一名飞行员有染时，夏佩尔被迫搬到佛罗里达州的科勒尔盖布尔斯与祖父母住在了一起。在那里，她为一次飞行表演撰写新闻稿，并因此获得了前往古巴哈瓦那的任务。
夏佩尔向《纽约时报》提交的一篇关于古巴航空展灾难的报道引起了环球航空（TWA）编辑的注意，这促使她搬到了纽约市。在环球航空的宣传局工作期间，她开始每周与托尼·夏佩尔一起上摄影课，后者于1940年10月成为她的丈夫。她最终辞去了环球航空的工作，编写了一个作品集，并于1941年将其卖给了《Look》杂志。根据里尔公司的新闻稿，1941年4月，她负责该公司纽约办事处的新闻联络工作。后来，在结婚15年后，她与托尼离婚，并将自己的名字改为迪基（Dickey）。

## 战地记者
尽管摄影资历有限，夏佩尔还是在第二次世界大战期间成为了《国家地理》的戰地記者和摄影记者，并在硫磺岛战役期间被派往美国海军陆战队，这是她的第一个任务。她还报道了沖繩島戰役。
战后，她周游世界，经常不遗余力地报道任何战区的故事。1956年匈牙利革命期间，夏佩尔被捕并入狱七周多。后来她学会了和傘兵一起跳伞，并且通常和部队一起旅行。这使得她频繁地获奖，并赢得了军方和新闻界的尊重。夏佩尔“是一个身材矮小的女人，以拒绝向权威低头和她标志性的制服而闻名：迷彩服、澳大利亚布什帽、引人注目的哈林眼镜和珍珠耳环。”
尽管夏佩尔早期支持，但她是一位直言不讳的反共人士，并在越南战争开始时大声表达了这些观点。她在1960年代初的故事歌颂了已经在南越战斗并阵亡的美国軍事顧問们，以及由阮樂化神父领导的反共民兵“海燕”。1965 年11月4日，夏佩尔在越南的黑雪貂行动中随海军陆战队排巡逻时阵亡，该行动是第一军团在广义省朱莱以南16公里处的搜索和摧毁行动。她前面的中尉踢到了一个詭雷，该装置由一枚迫击炮组成，顶部连接着一枚手榴弹。夏佩尔被一块弹片击中颈部，切断了她的颈动脉，不久后死亡。亨利·休特拍摄了她最后的时刻。她的遗体由6名海军陆战队员组成的仪仗队运回国，并为她举行了完整的海军陆战队葬礼。
她成为第一位在越南陣亡的女性战地记者，也是第一位阵亡的美国女记者。

## 奖项
- 海外新闻俱乐部（英语：Overseas Press Club）的乔治·波尔克奖，授予任何媒体的最佳报道奖，需要非凡的勇气和进取心。[9]
- 1963年，她拍摄的越南战备海军陆战队照片出现在《密尔沃基日报》上，荣获美国国家新闻摄影师协会（英语：National Press Photographers Association）“报纸最佳照片运用奖”。[10]
- 杰出服务奖，由美国海军陆战队战斗记者协会颁发。[11]

## 遗产
- 海军陆战队联盟与美国海军陆战队每年都会颁发迪基·夏佩尔奖来纪念她，以表彰对美国海军陆战队男女士气、福利和福祉做出最大贡献的兵团女性。[12]
- 1966年，在她去世的地方附近设立了一座纪念碑，上面有一块牌匾，上面写着：“她是我们中的一员，我们会想念她。”[13]
- 夏佩尔是纪录片《女人没有工作：为报道二战而奋斗的》（2011）中的女性之一。[14]
- 密尔沃基新闻俱乐部于2014年10月将夏佩尔纳入名人堂。[15][16]
- 2015年，密尔沃基PBS制作了一部关于她的纪录片，名为《珍珠耳环背后：战斗摄影记者迪基·夏佩尔的故事》。[13]
- 2015年8月，海军陆战队战斗记者协会追授她准将罗伯特·L·德尼格老纪念杰出服务奖（DSA）。[17]
- 2017年，夏佩尔在海军陆战队战斗记者协会的年度晚宴上被宣布为荣誉海军陆战队员。[13]
- 2001年，南奇·格里菲斯（英语：Nanci Griffith）创作歌曲《Pearl's Eye View》以纪念夏佩尔，收录在专辑《Clock Without Hands（英语：Clock Without Hands）》中。
- 1992年2月，罗伯塔·奥斯特罗夫所著的夏佩尔第一本传记《风中之火：迪基·夏佩尔的一生》由Ballantine Books（英语：Ballantine Books）出版。[18]
- 2023年7月，洛里萨·莱因哈特撰写的夏佩尔传记《率先前线：开拓性女战地记者迪基·夏佩尔不为人知的故事》将由圣马丁出版社出版。[19]

## 出版作品

### 书籍
- Needed: Women in Government Service （页面存档备份，存于） (as Dickey Meyer). New York: R. M. McBride（英语：Robert M. McBride） (1942). OCLC 3119239.
- Girls at Work in Aviation （页面存档备份，存于） (as Dickey Meyer). New York: 道布尔戴出版社 (1943). OCLC 612421869.
- How Planes Get There. Young America's Aviation Library. New York: Harper（英语：Harper (publisher)） (1944). OCLC 2580901.
- What's a Woman Doing Here?: A Reporter's Report on Herself. Young America's Aviation Library. New York: 威廉·莫羅出版社 (1962).